# Giulio Caccini
Giulio Caccini (Tívoli, cerca de Roma, 8 de octubre de 1551 - Florencia, 10 de diciembre de 1618) fue un compositor, cantante e instrumentista (tocaba el clave, el laúd, el arpa y la cítara) italiano. Vivió gran parte de su vida en Florencia, donde estuvo 37 años al servicio de la familia Médici. También fue conocido como Giulio Romano.

## Biografía
No se sabe mucho de sus comienzos, algunos lo relacionan familiarmente con el escultor florentino Giovanni Caccini. Estudió en Roma laúd, viola y arpa, y adquirió cierta reputación como cantante. En 1560, Cosme I de Médici quedó impresionado con su talento y se lo llevó a Florencia para que siguiera sus estudios. Fue discípulo de Scipione della Palla en canto y laúd, y alrededor de 1564 entró en la corte del Gran Duque de Toscana como músico, cantante e instrumentista.
En 1579, Caccini cantaba en la corte de Médici. Era tenor y se acompañaba con la viola. Cantó en varios espectáculos, incluyendo bodas y asuntos de estado, también tomó parte en los espectáculos musicales, dramáticos y visuales precursores de la ópera. Durante este tiempo formó parte de la Camerata Florentina, grupo de humanistas, músicos, poetas e intelectuales de Florencia de finales del renacimiento que estaban unidos bajo el patrocinio del conde Giovanni de' Bardi. Participó activamente con este grupo en la renovación del teatro y en el papel que debía desempeñar la música en él, para lo que creó un tipo de canto monódico denominado recitativo, en el que defendía los principios de la expresividad y de la simplicidad comunicativa del «recitar cantando».
Durante las dos últimas décadas del siglo XVI continuó sus actividades como cantante, profesor y compositor. Enseñó a docenas de músicos a cantar su nuevo estilo, incluido al castrato Giovanni Gualberto Magli, que cantó el papel protagonista en la ópera de Monteverdi, La fábula de Orfeo.
Este nuevo estilo nacido en Florencia pronto se hizo popular en el resto de Italia. Florencia y Venecia eran los dos centros más progresistas en Europa al final del siglo XVI, y la combinación de innovaciones musicales de cada ciudad dio lugar a lo que posteriormente se conoció como el estilo barroco.
En 1575, se vio envuelto en un turbio asunto amoroso. Encargado por Bernardino Antinori de hacer llegar una carta de amor a Leonor Álvarez de Toledo, informó a Francisco I de Médici, lo que tuvo como consecuencia el asesinato de Leonor a manos de su esposo, Pedro de Médici. Probablemente se dirigió entonces a Ferrara. Cuatro años después regresó a Florencia para participar en la composición de la música del Maschere d’amazzoni de Ottavio Rinuccini, ofrecido con ocasión del matrimonio de Francisco I de Médici con Bianca Cappello. En 1589 colaboró asimismo en los intermedios que festejaban la boda de Ferdinando con Cristina de Lorena. Su fama hizo que fuera invitado a la Corte de Francia (entre 1604 y 1605).
Donde verdaderamente destacó fue en su faceta como cantante; incluso enseñó canto a su segunda mujer, Lucía, y a sus hijos, Pompeo, pintor, y Francesca, que llegó a ser famosa compositora y cantante.

## Su obra

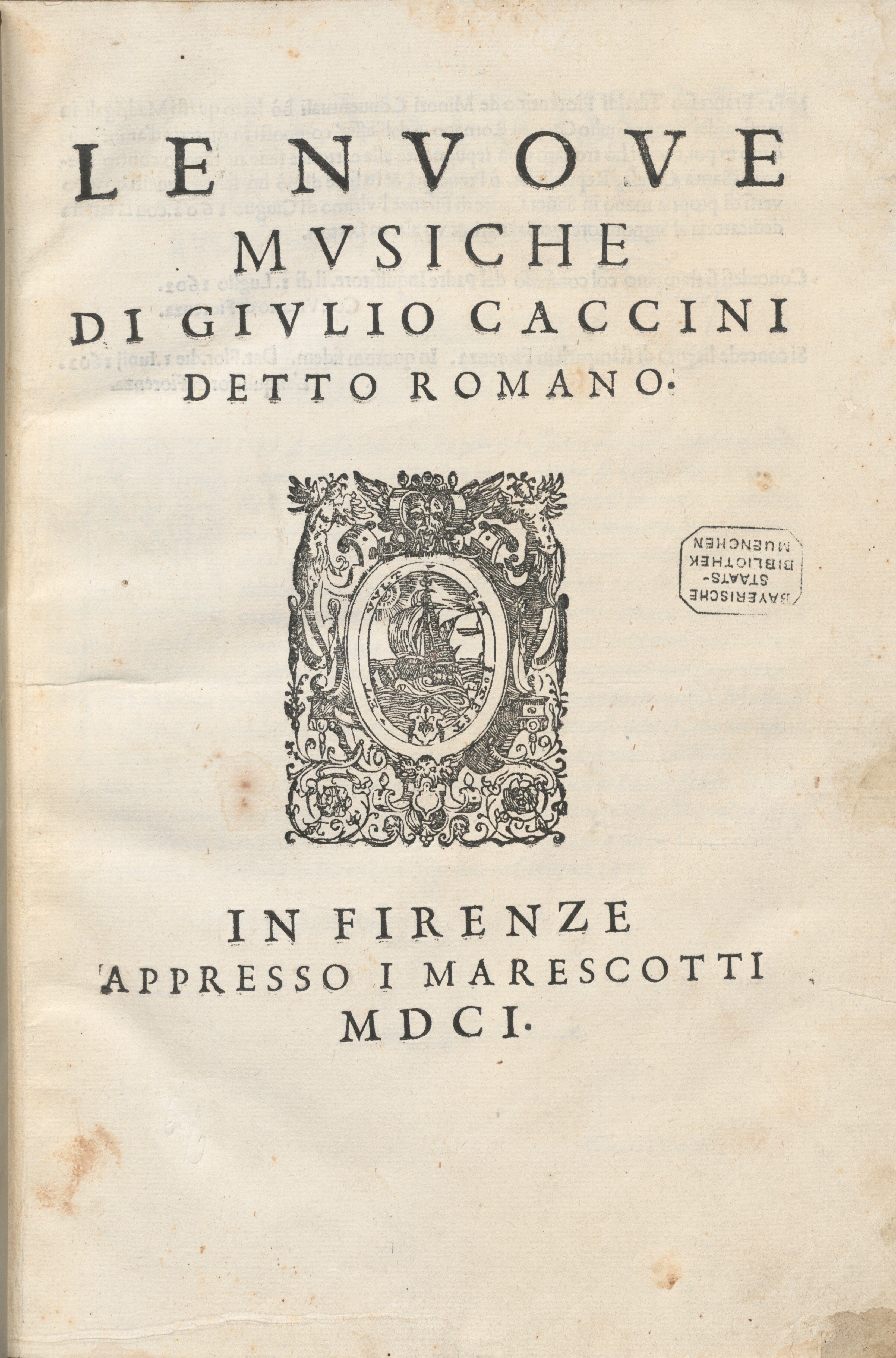
Portada de Le Nuove musiche de Giulio Caccini, 1601.

En 1602 representó su ópera L’Euridice; ese mismo año también estrenó Il rapimento di Cefalo (obra perdida) con motivo de la boda de Enrique IV de Francia con María de Médici. Igualmente publicó una colección de arias y madrigales con el título de Le Nuove Musiche. En 1614 escribió una nueva colección, Nuove musiche e nuova maniera di scriverle..
Ave Maria, de Vladímir Vavílov, se ha atribuido erróneamente a Caccini.[cita requerida]